# Pionio di Smirne
Pionio di Smirne (Πιόνιος; Smirne, prima metà del III secolo – Smirne, 250) è stato un religioso e santo greco antico.

## Biografia
Presbitero e maestro della chiesa di Smirne, appare essere «una personalità forte, un intellettuale in grado di rispondere ai suoi "colleghi" pagani» e che «dà prova di trovarsi decisamente a proprio agio con le Scritture cristiane» (J. den Boeft). Subì il martirio nel 250 durante la persecuzione di Decio. Sull'esistenza di Pionio, sul suo processo e sul suo martirio siamo informati unicamente dagli Atti di Pionio (testo greco in Rudolf Knopf, Ausgewählte Märtyrerakten, 3ª ed., Tubinga 1929, p. 45 segg.; traduz. latina antica in Thierry Ruinart, Acta martyrum sincera, Amsterdam 1713), che sono una fonte notevole per lo studio della persecuzione di Decio. Gli Atti, per quanto presentino ampie tracce di rielaborazione posteriore, hanno per fondamento una tradizione certamente autentica. Carattere artificioso hanno i discorsi apologetici riferiti dagli Atti come pronunciati da Pionio: in realtà si può ipotizzare che riprendano i contenuti di un memorandum redatto, in precedenza, da Pionio stesso. Pionio divise il martirio con il prete marcionita Metrodoro.

## Studi
- Robert, Louis, Le Martyre de Pionios, prêtre de Smyrne. Ed. G. W. Bowersock and C. P. Jones, Washington : Dumbarton Oaks Research Library and Collection, 1994.
- Musurillo, Herbert, Les actes des martyrs chrétiens. Ed. Oxford University Press, 1972.
- Maraval, Pierre, Actes et Passions des martyrs chrétiens des premiers siècles. Éditions du Cerf (« Sagesses chrétiennes »), 2010.
- Lane Fox, R., Pagans and Christians. Londres, 1986.
- Ameling, W., The Christian “lapsi” in Smyrna, 250 A.D. (Martyrium Pionii 12-14) in Vigiliae Christianae. Vol. 62. 2008. P. 133-160.
- Hilhorst, A., He Left Us This Writing : Did He ? Revisiting the Statement in Martyrdom of Pionius 1.2 in Martyrdom and Persecution in Late Ancient Christianity. Éd. J. Leemans. Louvain, 2010. P. 103-121.